# Тексье, Франсуа
Франсуа Оноре Октав Тексье (фр. François Honoré Octave Texier; 17 января 1848 года, Л’Иль-Сен-Дени, Иль-де-Франс — 24 января 1930 года, Ле-Мюро, Иль-де-Франс) — французский кораблестроитель и яхтсмен, дважды серебряный призёр летних Олимпийских игр 1900 года.

## Биография
Родился 17 января 1848 года в семье известного кораблестроителя и продолжил его дело: так, в 1901 году разработал монотип Шату. На Олимпиаде 1900 года принял участие в двух гонках среди лодок водоизмещением до 0,5 тонн в парусном спорте на собственной лодке Quand-Même. Вместе с экипажем из Роберта Линцелера, Жана-Батиста Шарко и своего младшего брата Огюста, будучи рулевым, он пришёл в обеих гонках вторым, выиграв две серебряных медали. Вместе с братом на лодке C.V.A. участвовал в гонках среди лодок водоизмещением от 0,5 до 1 тонны, придя к финишу 8-м и 9-м, а также на лодке Mamie в гонках среди лодок водоизмещением от 1 до 2 тонн, заняв 7-е и 6-е места.